# 6932 Tanigawadake
6932 Tanigawadake eller 1994 YK är en asteroid i huvudbältet som upptäcktes den 24 december 1994 av den japanska astronomen Takao Kobayashi vid Ōizumi-observatoriet. Den är uppkallad efter berget Tanigawadake i Japan.
Asteroiden har en diameter på ungefär 5 kilometer.